# Aphaenogaster donisthorpei
Aphaenogaster donisthorpei é uma espécie de inseto do gênero Aphaenogaster, pertencente à família Formicidae.